# Donji Milanovac

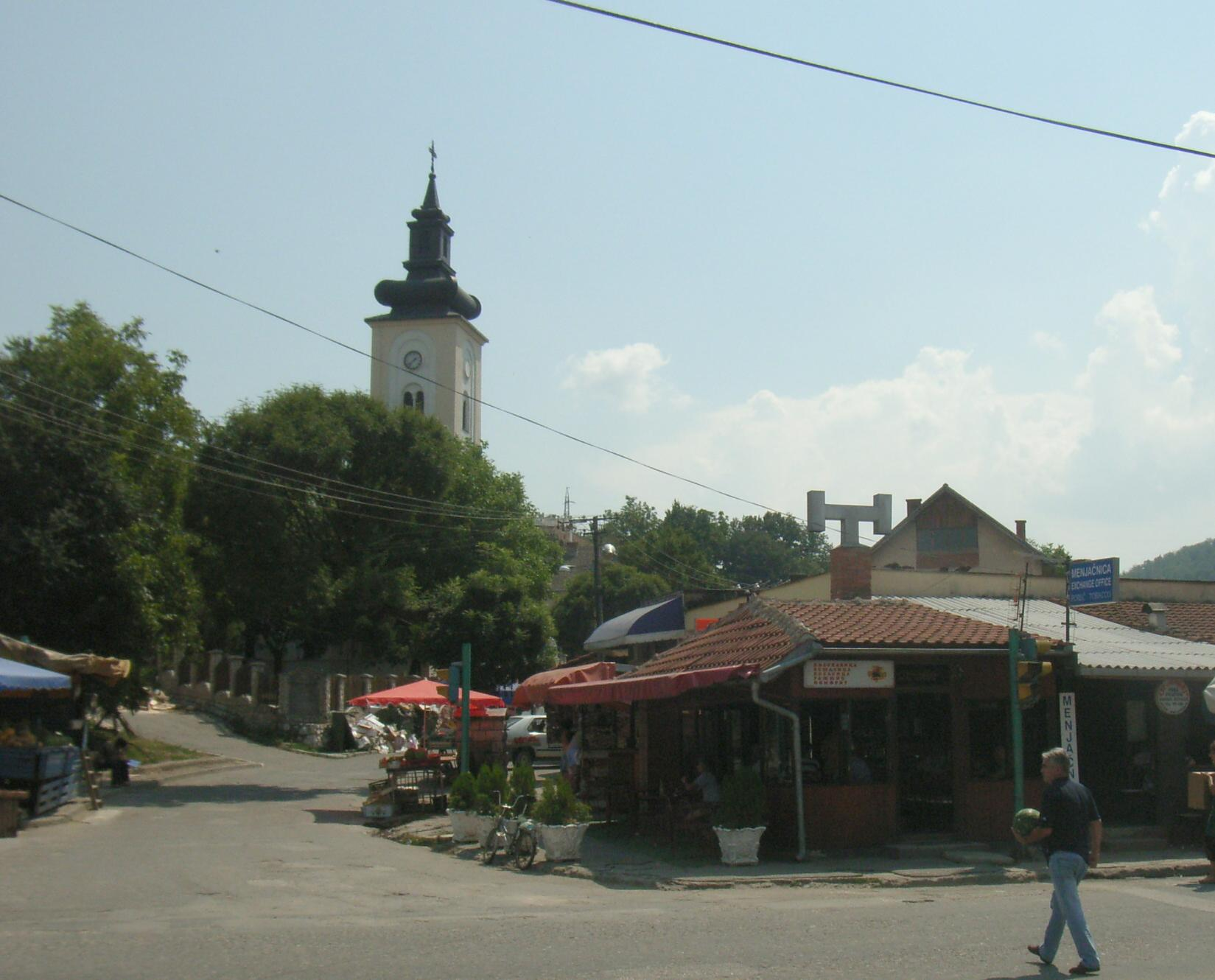
Donji Milanovacs centrum (2006).

Donji Milanovac (serbiska (kyrilliska): Доњи Милановац) är en stad i östra Serbien med 3 132 invånare. Staden ligger i Majdanpeks kommun.